# Ревишвили, Нукри Патович
Нукри Патович Ревишви́ли (груз. ნუკრი პაატას ძე რევიშვილი; 2 марта 1987, Кутаиси, Грузинская ССР, СССР) — грузинский и российский футболист, вратарь.

## Карьера

### Клубная
Воспитанник футбольной школы кутаисского «Торпедо», в этом же клубе начал профессиональную карьеру. В 2006 году признан лучшим молодым вратарём Грузии.
С 2006 года выступал за «Рубин». В чемпионском сезоне 2008 года ни разу не вышел на поле в матчах Премьер-лиги. В 2009 году вышел в заключительном матче сезона против «Кубани» и оставил свои ворота в неприкосновенности. За дублирующий/молодёжный состав «Рубина» в 2006—2009 годах провёл 36 матчей, пропустил 29 голов. После истечения контракта с «Рубином» в начале 2010 года перешёл в «Анжи».
5 ноября 2011 года подписал контракт с «Краснодаром» и присоединился к команде перед началом третьего круга Чемпионата России.
В конце июня 2014 подписал двухлетний контракт с новичком ФНЛ «Тосно». 30 июня 2015 подписал однолетний контракт с ФК «Мордовия». 10 октября 2016 года, будучи свободным агентом, подписал контракт с «Динамо» Тбилиси.

### В сборной
Играл за молодёжную и национальную сборные Грузии. В главной команде страны дебютировал 8 октября 2005 года, сыграл 2 матча в отборочном турнире чемпионата мира 2006.

## Достижения
- Чемпион России (2): 2008, 2009
- Чемпион Мальты: 2013/14
- Обладатель Кубка Мальты: 2014